# Febre catarral

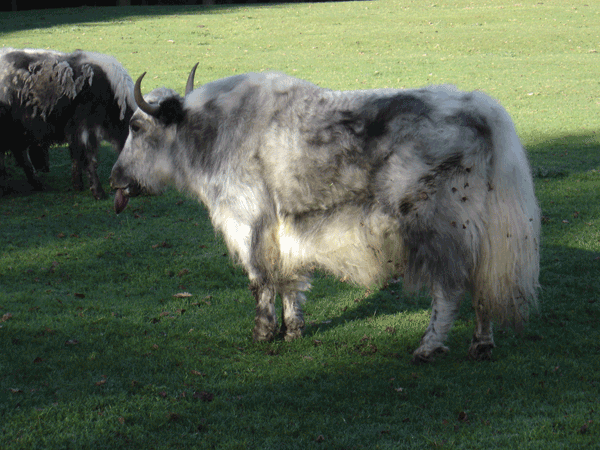
Um iaque cativo infectado com o vírus da língua azul. A língua está inchada, cianótica e saindo da boca.

A febre catarral, ou língua azul, é uma doença, causada por um vírus transmitido por insectos, que afecta gado - ruminantes, maioritariamente ovelhas, mas também bovinos, cabras, búfalos, veados, dromedários e antílopes. Não há registos de infecção de seres humanos.

## Patogéneo
O vírus patogénico, arbovírus da língua azul do género Orbivurus, é um membro da família Reoviridae. Até 2017 foram descritos 27 serotipos. É transmitido por um mosquito, Culicoides imicola e outros culicóides.

## Distribuição
A doença foi reconhecida há mais de 100 anos na África do Sul, sendo considerada enzoótica em todas as regiões tropicais e temperadas do mundo. No entanto, têm sido descritas alterações regionais drásticas recentes na distribuição global do vírus, sobretudo na Europa, desde 1998. 

### Em Portugal
Em Portugal, encontram-se atualmente em circulação apenas dois serótipos, serótipo 1 em todo o território continental e o serotipo 4 na região do Algarve, Lisboa e Vale do Tejo, Centro e Alentejo.
A vacinação obrigatória do efetivo ovino reprodutor adulto e dos jovens destinados à reprodução - a partir dos 3 meses de idade - tem sido a medida mais eficaz para controlar a doença. Neste caso a vacina é fornecida pelo Estado às Organizações de Produtores Pecuários (OPP) cujos médicos veterinários procedem à aplicação. A DGAV aconselha ainda, sempre que possível, a vacinação voluntária dos restantes animais de espécies sensíveis, como bovinos.